# エフテリング
エフテリング（オランダ語、De Efteling）とは、オランダ南端部の北ブラバント州中央部に開設されている、ファンタジーの世界をテーマとした遊園地である。なお、名称に付いているオランダ語の「de」は、英語で言う「the」に当たる定冠詞であるものの、この定冠詞を省いて単に「Efteling」と呼ばれる場合もある。

## 歴史

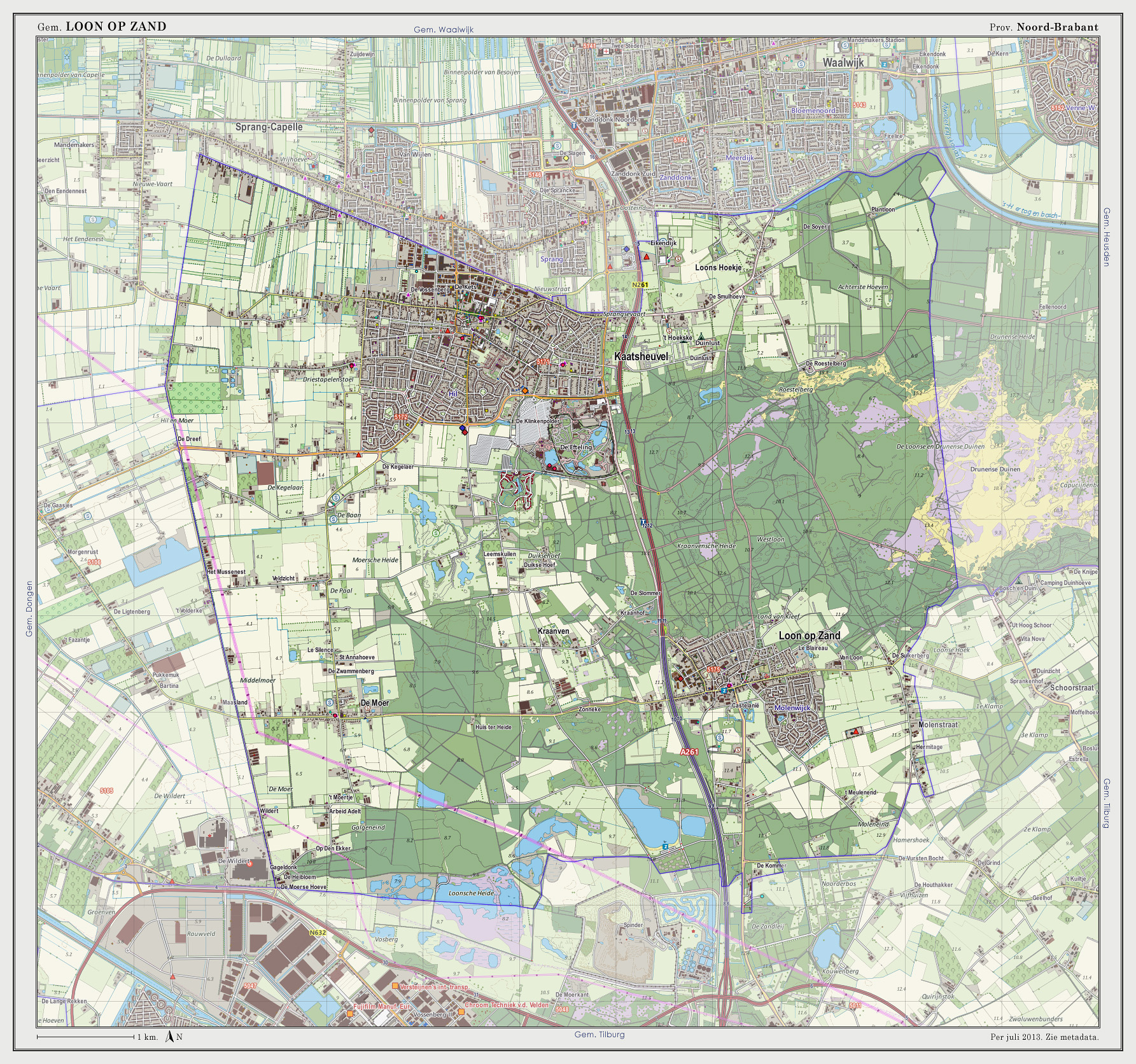
エフテリングの周辺地図。地図の中央やや上に「De Efteling」と書かれている場所がエフテリングである。ちなみに、その真東（地図の右端の黄色い場所）にはローンセ砂丘とドゥルーネンセ砂丘国立公園がある。

エフテリングが正式に開園したのは1952年5月31日のことである

。
当初は、おとぎ話や冒険物語をテーマにした「おとぎの森」（オランダ語: Sprookjesbos）としての開園であった

。
開園初年の1952年の段階で、年間来園者数は20万人を超えていた。その後、年数を重ねるにつれてテーマパーク内には、さらに様々な施設が整備されていった

。
1960年代後半には年間来園者数100万人以上を達成し、それ以来、2015年まで常に年間100万人以上の来園者数を維持し続けている。このようなこともあり、この地域においてエフテリングは主要な観光地の1つに数えられている。また、2010年以降は年中無休で開園するようになり

、それ以後の年間来園者数は2015年までにおいて、毎年約400万人で推移している。なお、エフテリングへはバスも運行されており、2014年にはバス停が改修（リニューアル）された

。

## 施設
エフテリングは、約2 km2の敷地を有している。この敷地内は、大きく分けて5つの区画に分類されている。すなわち、「セントラルエリア」と、ジェットコースターなどのアトラクションが設置された「冒険の王国」（Fantasierijk）、お化け屋敷などが設置された「異世界の王国」（Anderrijk）、おとぎ話や冒険物語を再現したテーマパークである「おとぎ話の王国」（Marerijk）が存在し、これらとは別に園内を移動するための列車やボートなどは「旅の王国」（Reizenrijk）と分類されている

。
この他、園内には様々なモニュメントが設置されており、庭園も整備されている他、食堂などの施設も存在している。

## 写真集

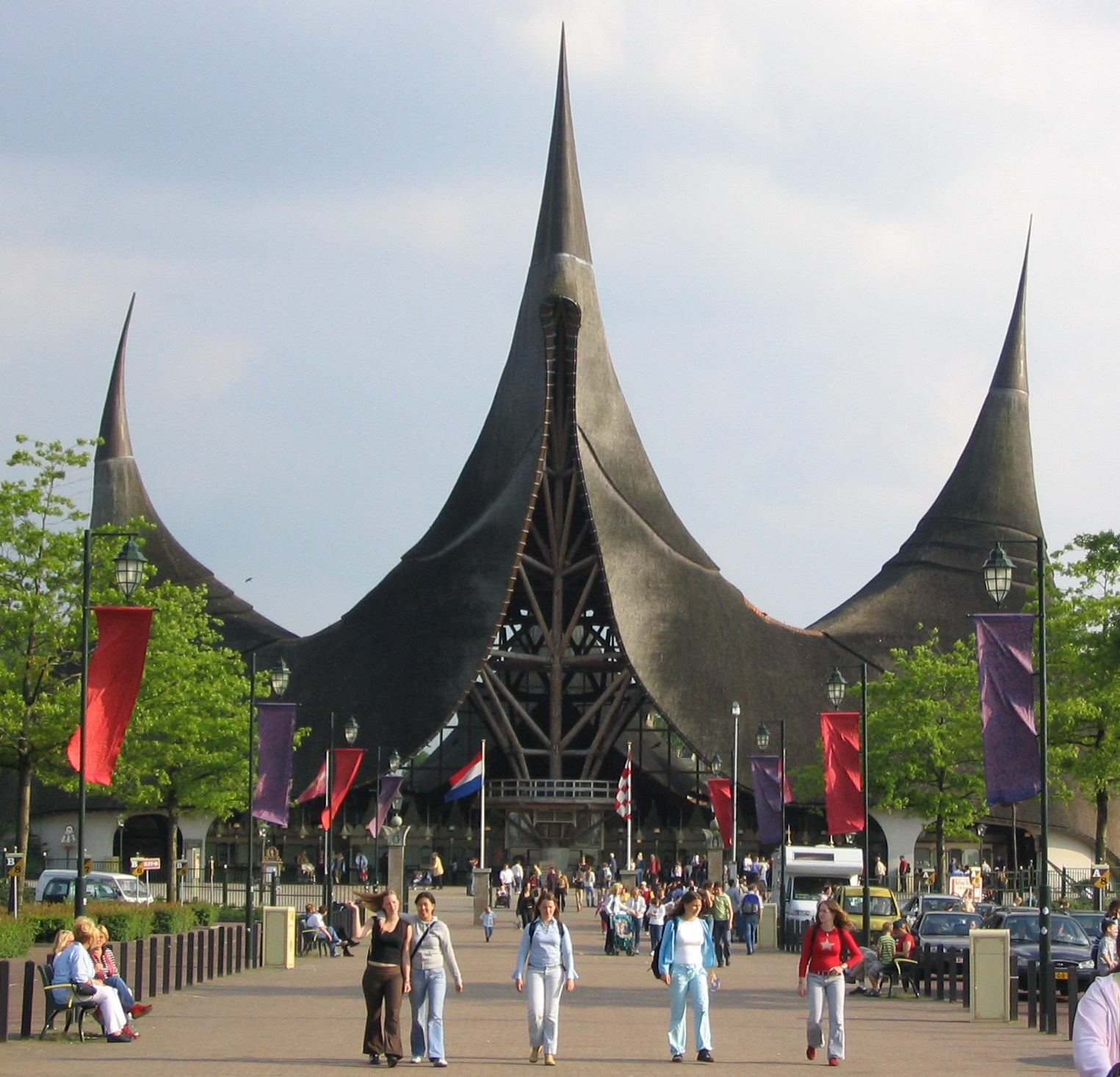
エフテリングの入場ゲート。
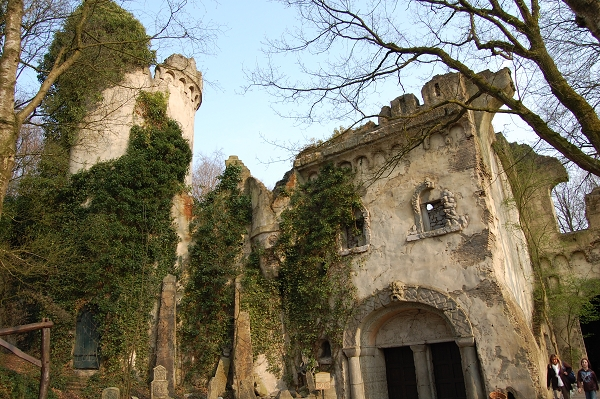
園内に設置されているお化け屋敷。
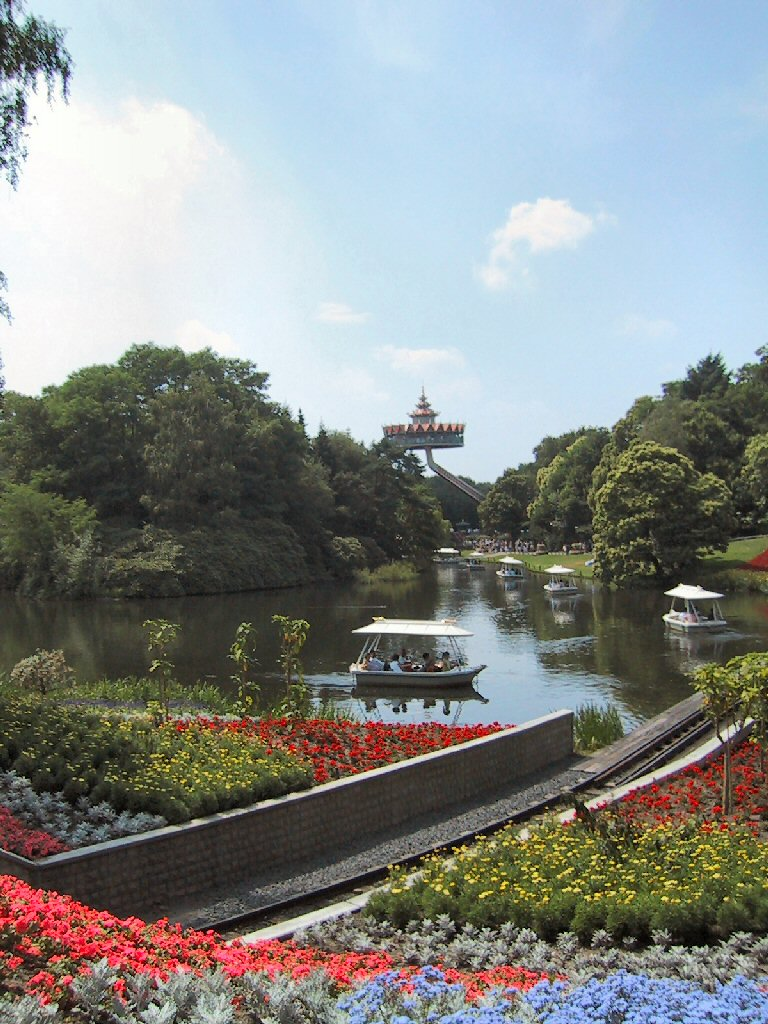
園内の庭園。
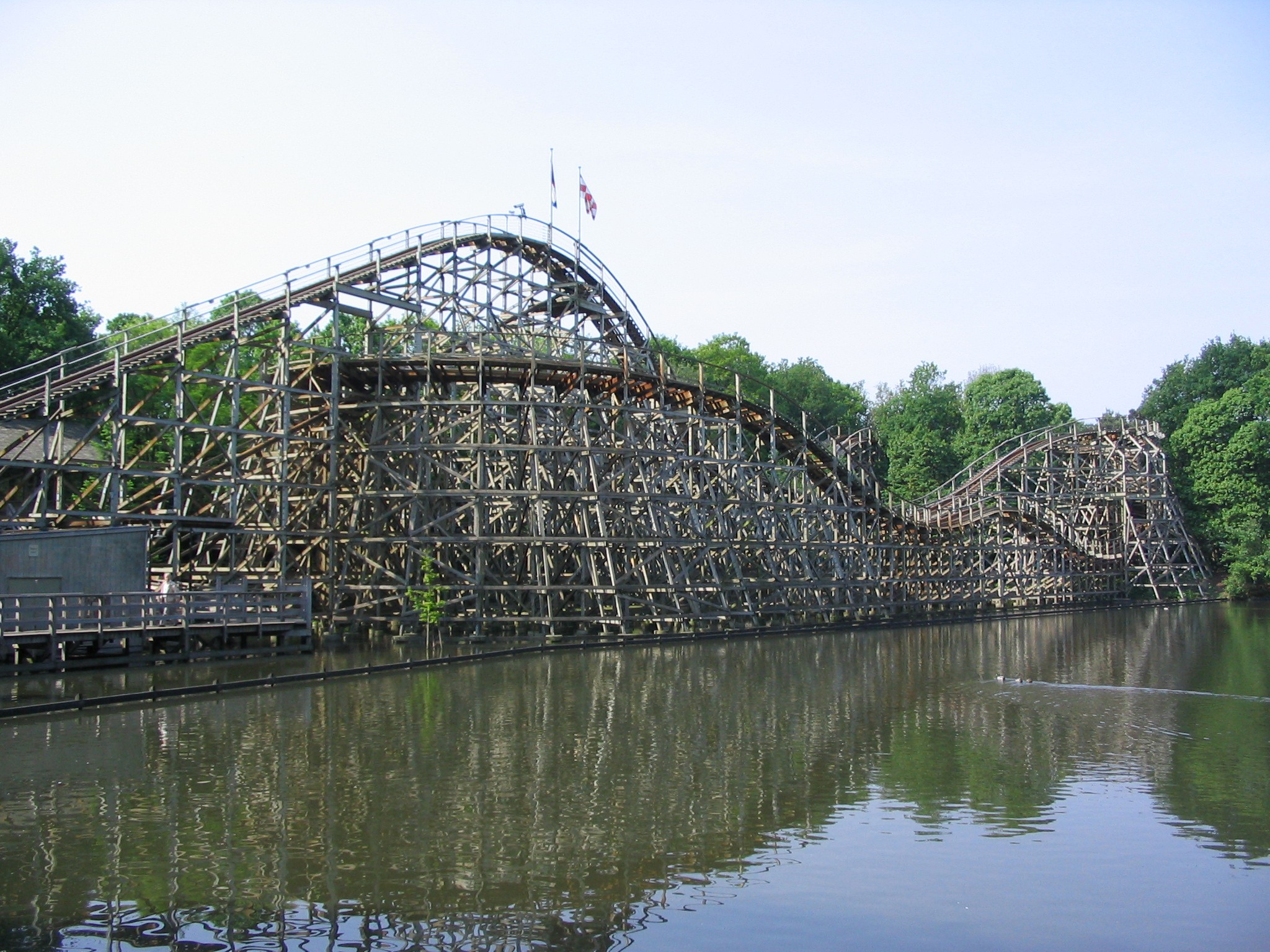
園内に設置されているジェットコースターの1つ。ペガサスと名付けられている。
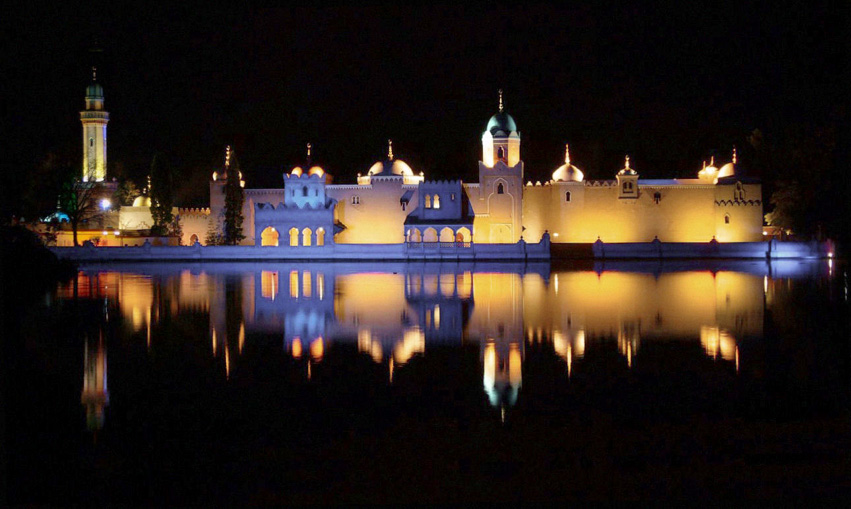
夜のライトアップの様子。
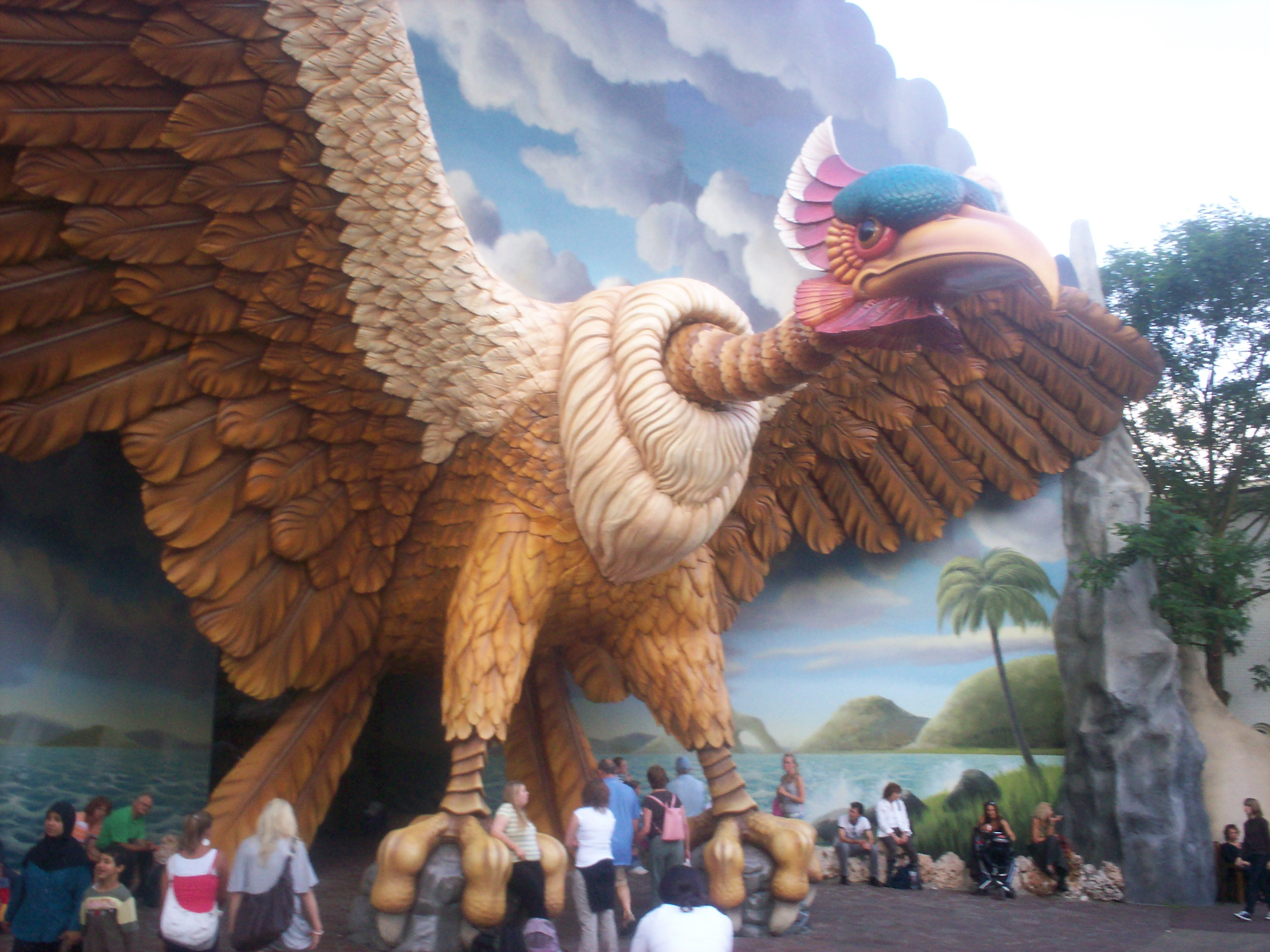
ファンタジーの物語に登場することのある、伝説の巨鳥のロックのモニュメントが飾られている乗り物施設の入口。